# Eutelia limbofusca
Eutelia limbofusca là một loài bướm đêm trong họ Noctuidae.